# Anatolij Markovič Žabotinskij
Anatolij Markovič Žabotinskij (Mosca, 4 marzo 1938 – Waltham, 16 settembre 2008) è stato un fisico sovietico, dal 1990 russo.
Dal 1980 insegnò all'Istituto di fisica e tecnologia di Mosca ed è anche direttore del laboratorio di modelli matematici all'Istituto di ricerca biologica sui composti chimici di Mosca. Tra il 1962 e il 1973 lavorò all'Istituto di fisica biologica ed è in quel periodo che pubblicò i suoi fondamentali studi sulle reazioni chimiche oscillanti, tra cui sulla reazione che porta il suo nome.
Successivamente ha lavorato alla Brandeis University del Massachusetts nell'ambito di un gruppo di ricerca sulle reazioni oscillanti, fino alla morte a causa di un linfoma sopraggiunta il 16 settembre 2008.